# David Lozano
David Lozano Riba (Terrassa, 21 december 1988) is een Spaans wielrenner en veldrijder die anno 2019 rijdt voor Team Novo Nordisk. Net als de rest van die ploeg lijdt hij aan diabetes mellitus.

## Carrière
Lozano werd vijfmaal Spaans kampioen veldrijden: eenmaal als junior, viermaal bij de beloften.
Toen Lozano 22 jaar was werd hij gediagnosticeerd met suikerziekte. In 2013 tekende hij een profcontract bij Team Novo Nordisk, nadat hij in 2012 als stage liep bij Team Type 1-Sanofi, de voorloper van Novo Nordisk.

## Overwinningen

### Veldrijden
| Seizoen   | Wereldbeker | WK       | EK       | SK       | Overige                                                  | Totaal aantal zeges |          |
| Junioren  | Junioren    | Junioren | Junioren | Junioren | Junioren                                                 | Junioren            | Junioren |
| --------- | ----------- | -------- | -------- | -------- | -------------------------------------------------------- | ------------------- | -------- |
| 2005-2006 |             |          |          | Goud     |                                                          |                     |          |
| Beloften  |             |          |          |          |                                                          |                     |          |
| 2006-2007 |             |          |          | Goud     |                                                          |                     |          |
| 2007-2008 |             |          |          | Goud     |                                                          |                     |          |
| 2008-2009 |             |          |          | Goud     |                                                          |                     |          |
| 2009-2010 |             |          |          | Goud     |                                                          |                     |          |
| Elite     |             |          |          |          |                                                          |                     |          |
| 2010-2011 |             |          |          | Goud     |                                                          |                     |          |
| 2011-2012 |             |          |          | Goud     |                                                          |                     |          |
| 2012-2013 |             |          |          | Goud     |                                                          |                     |          |
| 2013-2014 |             |          |          | Goud     | Sant Joan Despi, Torroella de Montgrí, Sant Celoni, Reus |                     |          |

### Wegwielrennen
2018
7e etappe Ronde van Rwanda
2019
Bergklassement Ronde van Taiyuan

## Resultaten in voornaamste wedstrijden
| Jaar | Milaan-San Remo | Parijs-Tours | Ronde van Almaty |
| ---- | --------------- | ------------ | ---------------- |
| 2012 |                 | opgave       |                  |
| 2013 |                 |              | 23e              |
| 2014 |                 |              | 54e              |
| 2015 | opgave          | opgave       |                  |
| 2016 | 94e             |              |                  |
| 2017 | 104e            |              |                  |
| 2018 | 65e             |              |                  |
| 2019 | 138e            |              |                  |
| 2020 |                 |              |                  |
| 2021 | 164e            |              |                  |

## Ploegen
- 2012 –  Team Type 1-Sanofi (stagiair vanaf 1-8)
- 2013 –  Team Novo Nordisk
- 2014 –  Team Novo Nordisk
- 2015 –  Team Novo Nordisk
- 2016 –  Team Novo Nordisk
- 2017 –  Team Novo Nordisk
- 2018 –  Team Novo Nordisk
- 2019 –  Team Novo Nordisk
- 2020 –  Team Novo Nordisk
- 2021 –  Team Novo Nordisk
- 2022 –  Team Novo Nordisk
- 2023 –  Team Novo Nordisk
- 2024 –  Team Novo Nordisk
- 2025 –  Team Novo Nordisk

Antomarchi · Bazzana · Bertogliati · Bodrogi · Bowden · Calabria · Callegarin · Colli · Cusin · Dugan · El Fares · Eldridge · Fortin · Ilešič · Jefimkin · Kocjan · Laengen · Mejías · Preidler · Reijnen · Rosskopf · Serebrjakov · Verschoor · Lozano (stagiair)
Ambrose · Cherhal · Clancy · Cremers · De Mesmaeker · Dilley · Glasspool · Henttala · de Keijzer · Lefrançois · Lozano · Mejías · Peron · Planet · Raeymaekers · Strobel · Verschoor · Williams · Kamstra (stagiair)
Ambrose · Benhamouda · Cherhal · Clancy · Cremers · De Mesmaeker · Dilley · Glasspool · Henttala · Kamstra · de Keijzer · Lefrançois · Lozano · Mejías · Peron · Planet · Verschoor · Williams · van IJzendoorn (stagiair) · Valognes (stagiair)
Benhamouda · Calabria · Cherhal · Clancy · Gioux · Henttala · van IJzendoorn · Kamstra · de Keijzer · Lozano · McClure · Mejías · Peron · Planet · Poli · Valognes · Verschoor · Williams · Brand (stagiair)
Benhamouda · Brand · Calabria · Clancy · Gioux · Henttala · van IJzendoorn · Kamstra · Lozano · McClure · Mini · Peron · Planet · Poli · Valognes · Williams
Beadle · Benhamouda · Brand · Ceurens · Clancy · Dauge · de Keijzer · Dunnewind · Henttala · Irvine · Kopecký · Kusztor · Lozano · Peron · Phippen · Planet · Poli · Ridolfo
Beadle · Brand · Ceurens (tot 24/5) · Clancy · Dauge · De Graeve (vanaf 7/6) · de Keijzer · Dunnewind · Henttala · Irvine · Kopecký · Kusztor · Lozano · Peron · Phippen · Planet · Poli · Ridolfo · Saidov
Beadle · Brand · Clancy · Dauge · De Graeve · de Keijzer · Dunnewind · Irvine · Kopecký · Kusztor · Lozano · Percrule · Peron · Perracchione · Phippen · Planet · Polga · Poli · Ridolfo · Smith